# Ouachita megye (Arkansas)
Ouachita megye az Amerikai Egyesült Államokban, azon belül Arkansas államban található. Megyeszékhelye és legnagyobb városa Camden. Lakosainak száma 22 650 fő (2020. április 1.). Ouachita megye Nevada, Clark, Dallas, Calhoun, Union és Columbia megyékkel határos.

## Népesség
A megye népességének változása:
| Lakosok száma | 26 107 | 25 731 | 25 389 | 25 002 | 24 358 | 22 650 |
|               | 2010   | 2011   | 2012   | 2013   | 2015   | 2020   |